# Hippothyris parviarma
Hippothyris parviarma är en mossdjursart som beskrevs av Tilbrook 2006. Hippothyris parviarma ingår i släktet Hippothyris och familjen Bitectiporidae. Inga underarter finns listade i Catalogue of Life.